# Okroglo, Naklo
Okroglo este o localitate din comuna Naklo, Slovenia, cu o populație de 153 de locuitori.